# Yerdos Akhmadiyev
Yerdos Zhaksimbinovich Akhmadiyev (en russe : Ердос Жаксимбинович Ахмадиев), né le 5 janvier 1986 à Ourdchar, est un fondeur kazakh.

## Biographie
Akhmadiyev fait ses débuts individuels en Coupe du monde le décembre 2010 à La Clusaz. Il est ensuite sélectionné pour les Championnats du monde 2011 à Oslo, se classant 48e de la poursuite.
Lors de la saison 2011-2012, il découvre le Tour de ski et finit la course (53e), puis obtient son meilleur résultat de l'hiver à Rybinsk (35e). En décembre 2012, avec sa 25e place au skiathlon de Canmore, il collecte ses premiers points et seuls points pour le classement général de la Coupe du monde. Il est encore deux fois dans le top 50 aux Championnats du monde 2013, tandis qu'il signe son meilleur résultat en mondial deux ans plus tard à Falun avec le 41e rang au skiathlon. Entre-temps, il honore son unique sélection aux Jeux olympiques à Sotchi, où en tant que porte-drapeau de sa délégation, il arrive 54e du quinze kilomètres classique et 48e du cinquante kilomètres libre.
Il participe à la Coupe du monde jusqu'à la fin de l'année 2016.
Avant de prendre sa retraite sportive en 2018, il est le porte-drapeau kazakh aux Jeux asiatiques d'hiver de 2017, où il prend une médaille d'argent avec le relais.

## Palmarès

### Jeux olympiques
| Épreuve / Édition | Sotchi 2014 |
| 15 km libre       | 54e         |
| 50 km libre       | 48e         |

### Championnats du monde
| Épreuve / Édition           | Sprint                           | Sprint                           | 15 km                            | 15 km                            | Poursuite / Skiathlon 2 × 15 km | 50 km | Relais | Relais    |
| Épreuve / Édition           | libre                            | classique                        | libre                            | classique                        | Poursuite / Skiathlon 2 × 15 km | 50 km | Sprint | 4 × 10 km |
| Mondiaux 2011 Oslo          | 75e                              | Épreuve inexistante à cette date | Épreuve inexistante à cette date | -                                | 48e                             | 53e   | -      | -         |
| Mondiaux 2013 Val di Fiemme | Épreuve inexistante à cette date | -                                | -                                | Épreuve inexistante à cette date | 47e                             | 45e   | -      | -         |
| Mondiaux 2015 Falun         | Épreuve inexistante à cette date | -                                | -                                | Épreuve inexistante à cette date | 41e                             | 45e   | —      | —         |

### Coupe du monde
- Meilleur classement général : 154e en 2013.
- Meilleur résultat individuel : 25e.

#### Classements par saison
| Saison    | Classement général final | Classement distance |
| 2012-2013 | 154e                     | 97e                 |

### Jeux asiatiques
- Médaille d'argent du relais en 2017 à Sapporo.